# Лез-Омерг
Лез-Оме́рг (фр. Les Omergues, окс. Leis Amèrgues) — коммуна во Франции, находится в регионе Прованс — Альпы — Лазурный Берег. Департамент коммуны — Альпы Верхнего Прованса. Входит в состав кантона Нуайе-сюр-Жаброн. Округ коммуны — Форкалькье.
Код INSEE коммуны — 04140.

## География

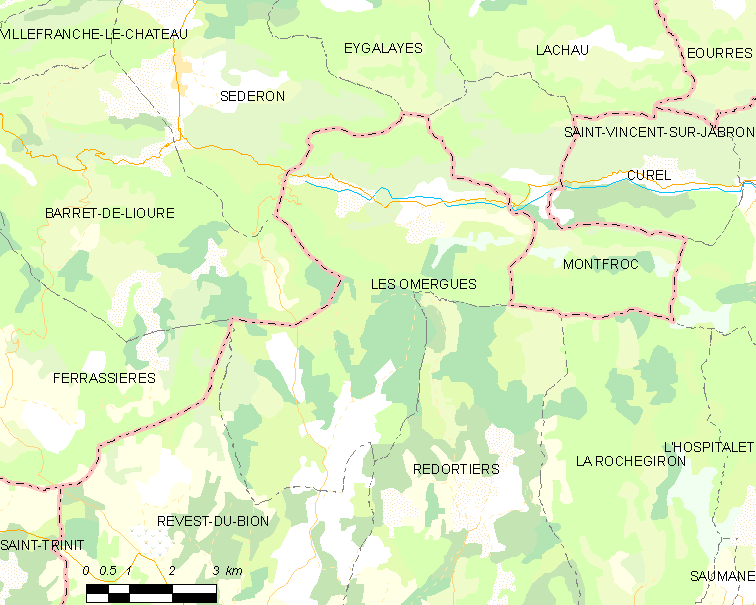
Карта окрестностей Лез-Омерг

В коммуне берёт своё начало Жаброн, приток Дюранса. Долина Жаброна отделяет Лез-Омерг от соседнего Монфрок. По территории коммуны также протекает Крок. Часть коммуны, соответствующая бывшему Омергу до его слияния с Вильсеш, занимает нишу на теневой стороне горы Люр.

## Население
Население коммуны на 2008 год составляло 123 человека.
| 1962 | 1968 | 1975 | 1982 | 1990 | 1999 | 2008 |
| ---- | ---- | ---- | ---- | ---- | ---- | ---- |
| 98   | 110  | 87   | 101  | 65   | 99   | 123  |

## Экономика
В 2007 году среди 78 человек в трудоспособном возрасте (15—64 лет) 55 были экономически активными, 23 — неактивными (показатель активности — 70,5 %, в 1999 году было 73,0 %). Из 55 активных работали 45 человек (25 мужчин и 20 женщин), безработных было 10 (5 мужчин и 5 женщин). Среди 23 неактивных 2 человека были учениками или студентами, 13 — пенсионерами, 8 были неактивными по другим причинам.

## Достопримечательности
- Церковь Сен-Пьер-о-Льен
- Часовня Сент-Андре